# 1967 في أستراليا
فيما يلي قوائم الأحداث التي وقعت خلال عام 1967 في أستراليا.

## سياسة

### انتهاء فترة المنصب
- 10 يونيو – هيوبرت اوبرمان عضو مجلس النواب الأسترالي.
- 17 ديسمبر – هارولد هولت عضو مجلس النواب الأسترالي، رئيس الوزراء الأسترالي.

## مواليد

### فبراير
- 3 فبراير – أوريليو فيدمار

### مارس
- 4 مارس – مايكل شيخا لاعب رغبي أسترالي.

### مايو
- 13 مايو – أندي هاربر لاعب كرة قدم أسترالي.
- 22 مايو – مارتي كلارك مدرب كرة سلة أسترالي.
- 30 مايو – ريتشل هوكس لاعبة هوكي حقل أسترالية.
- 30 مايو – سوزان بويل دراجة بارالمبية أسترالية.

### سبتمبر
- 1 سبتمبر – كريغ غيليسبي مخرج أفلام أسترالي.
- 8 سبتمبر – جيمس باكر

### نوفمبر
- 1 نوفمبر – تينا أرينا

### ديسمبر
- 16 ديسمبر – ميراندا أوتو ممثلة أسترالية.
- 31 ديسمبر – ريبيكا ريغ ممثلة أسترالية.

## وفيات

### مايو
- 13 نوفمبر – هيلين ماري مايو (مواليد 1878) طبيبة أسترالية.

### يونيو
- 13 يونيو – جيرالد باترسون (مواليد 1895) لاعب كرة مضرب أسترالي.

### نوفمبر
- 13 نوفمبر – هيلين ماري مايو (مواليد 1878) طبيبة أسترالية.

### ديسمبر
- 17 ديسمبر – هارولد هولت (مواليد 1908) سياسي أسترالي.